# 영국 왕으로부터 중국 황제에게 파견된 사절단의 정확한 기술

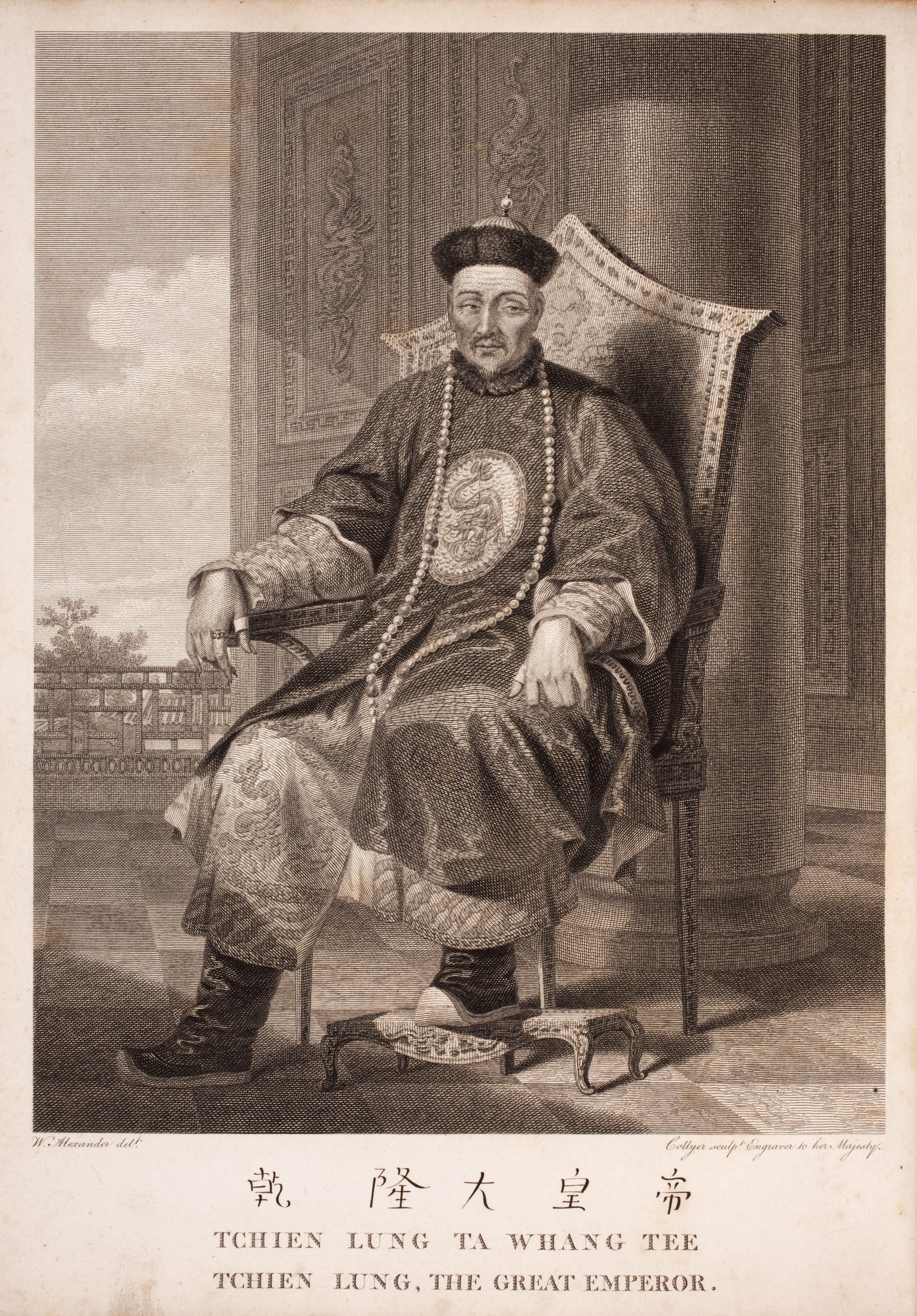
해당 문건에서 묘사된 건륭제

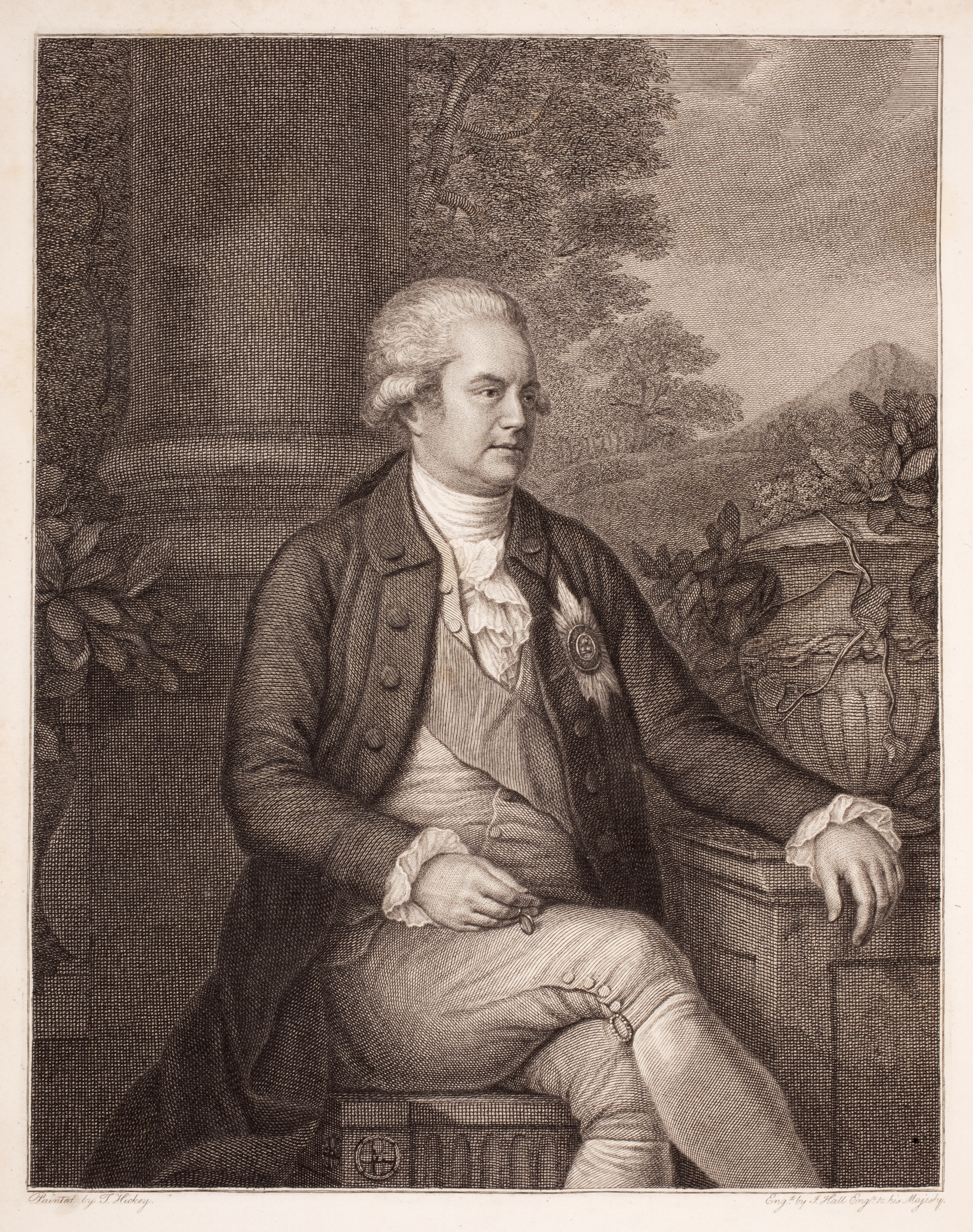
해당 문건에서 묘사된 제1대 매카트니 백작 조지 매카트니

영국 왕으로부터 중국 황제에게 파견된 사절단의 정확한 기술(An Authentic Account of an Embassy from the King of Great Britain to the Emperor of China; Including Cursory Observations made, and Information obtained, in travelling through that Ancient Empire and a small part of Chinese Tartary)은 매카트니 사절단에 대한 공식 보고서로 매카트니 사절단의 부사였던 제1대 준남작 조지 스톤턴 경에 의해 귀국 이후 그의 12세 아들 제2대 준남작 조지 토마스 스톤턴 경을 포함한 매카트니 사절단 구성원들의 관찰과 기록에 근거해서 작성되고 1797년에 출간됐다.
해당 보고서는 중국에서의 영국인 상업 활동에 대하 자세한 식견을 제공하여 서양-중국 관계의 역사적 기술에 대한 중요한 1차 사료가 됐다. 해당 보고서가 영중 관계에서 갑작스러운 전환점이 됐는가 혹은 느리면서도 복합적인 분기점 역할을 했는가에 대한 논쟁이 있다. 매카트니 사절단의 정치경제적 목적은 실패했지만 해당 보고서는 이전 시기부터 서구 지역에서 호기심의 대상이었던 중국문화에 대한 자세한 기록과 관찰을 상기시키는 것이었고 상업적 성공과 여러 번역판 출간으로 이어졌다.